# Kingdom of Conspiracy
Kingdom of Conspiracy è il nono album in studio del gruppo death metal statunitense Immolation, pubblicato nel 2013.

## Tracce
1. Kingdom of Conspiracy – 3:48
2. Bound to Order – 3:49
3. Keep the Silence – 4:06
4. God Complex – 3:35
5. Echoes of Despair – 3:45
6. Indoctrinate – 4:48
7. The Great Sleep – 5:22
8. A Spectacle of Lies – 3:14
9. Serving Divinity – 3:36
10. All That Awaits Us – 4:50

## Formazione
- Ross Dolan – basso, voce
- Bill Taylor – chitarra
- Robert Vigna – chitarra
- Steve Shalaty – batteria